# Rut, Cirkno
Rut (nemško Rauth) je naselje občine Cirkno v okraju Šmohor na Koroškem v Avstriji.